# شیدرنگی

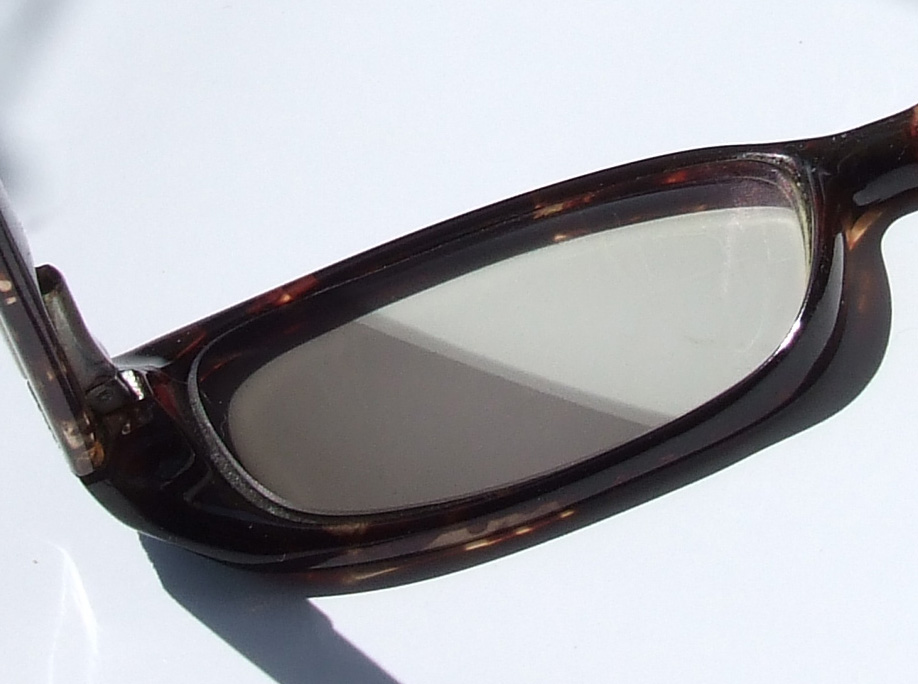
یک عدسی عینک شیدفامی، پس از قرارگیری در برابر آفتاب در حالی که پاره‌ای از آن عدسی توسط کاغذ پوشیده مانده است.

نوررنگی، شیدفام‌مندی یا فتوکرومیسم (به انگلیسی: Photochromism) ترادیسش واگشت‌پذیر یک گونه شیمیایی (فتوسویچ) است میان دو دیسه، توسط جذب تابش برقامغناطیسی (شیدهمپارش)، جایی که این دو دیسه دارای بیناب‌های جذب دیگرسان هستند. در زبان ساده، این می‌تواند به‌عنوان یک تغییر برگشت‌پذیر رنگ هنگام مواجهه با نور توصیف شود.

## ریشه‌شناسی
این واژه از سه جز ساخته شده است: پیشوندهای photo- (شید، نور) و chromo- (رنگ، فام) و پسوند -ism (گری، مندی)، که رو هم رفته می‌شود photochromism (شیدرنگ‌مندی).